# Poisvilliers
Poisvilliers – miejscowość i gmina we Francji, w Regionie Centralnym, w departamencie Eure-et-Loir.
Według danych na rok 1990 gminę zamieszkiwały 234 osoby, a gęstość zaludnienia wynosiła 22 osoby/km² (wśród 1842 gmin Centre, Poisvilliers plasuje się na 906. miejscu pod względem liczby ludności, natomiast pod względem powierzchni na miejscu 1116.).